# Victor Astafiev
Pour les articles homonymes, voir Astafiev.
 (mars 2021).
Si vous disposez d'ouvrages ou d'articles de référence ou si vous connaissez des sites web de qualité traitant du thème abordé ici, merci de compléter l'article en donnant les références utiles à sa vérifiabilité et en les liant à la section « Notes et références ».

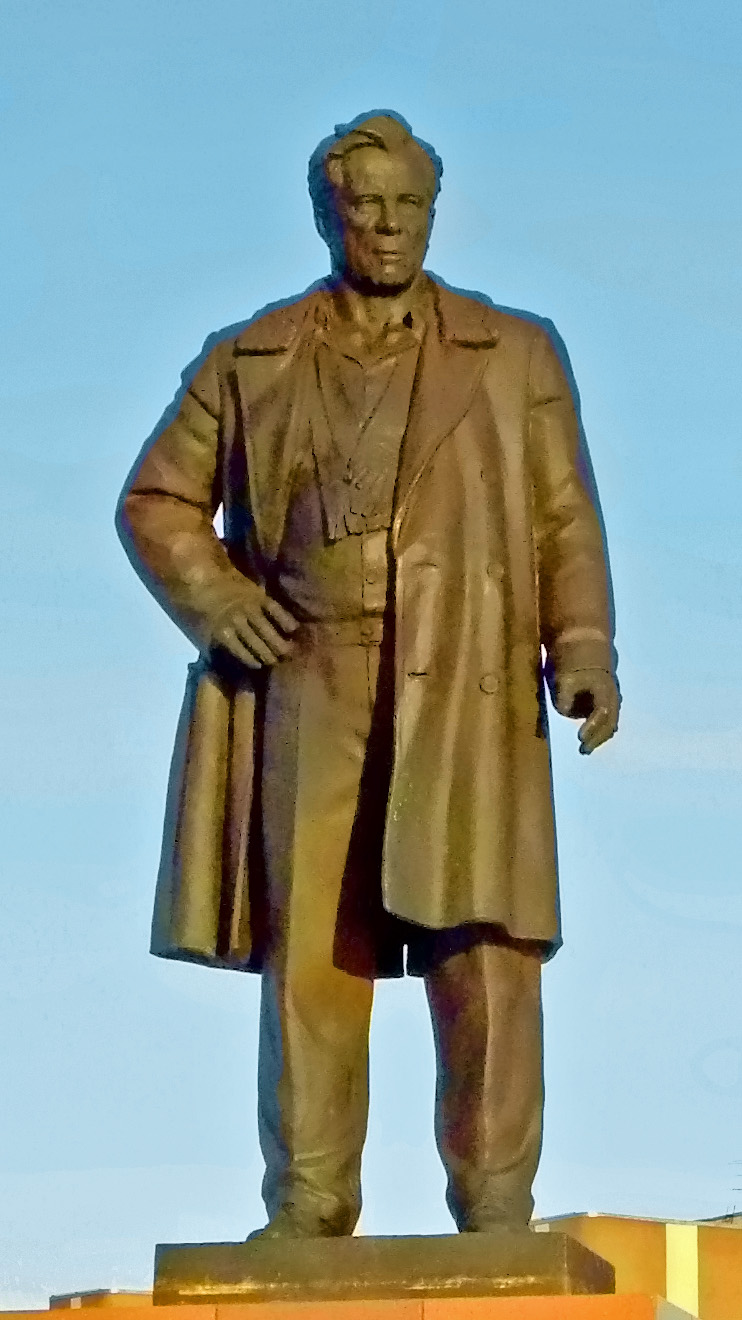
Statue d'Astafiev à Moscou

Victor Astafiev (en russe : Виктор Петрович Астафьөв, Viktor Petrovitch Astafiev) est un écrivain et un scénariste russe né le 1er mai 1924 à Ovsianka (ru), dans le kraï de Krasnoïarsk en République socialiste fédérative soviétique de Russie et mort le 29 novembre 2001 à Krasnoïarsk en Russie.

## Biographie

### Famille et jeunesse
Fils de Piotr Pavlovitch Astafiev et de son épouse Lydia Ilinitchna Potylitsina, Victor Astafiev naît dans le village d'Ovsianka sur les rives de l'Ienissei où ses parents et leurs ancêtres travaillaient la terre. Il est le dernier né de la famille ; ses parents avaient déjà eu deux filles, mortes dans leur petite enfance. Quelques années après sa naissance, son père fait un séjour en prison pour « sabotage » et au printemps 1932, alors que sa mère va rendre visite à son mari, son bateau chavire et Lydia Ilinitchna, prise dans une chaîne par une natte disparait dans les flots de l'Ienisseï. Plusieurs jours après, on retrouve son corps. Dès lors, Victor vit chez ses grands-parents maternels, Catherine et Ilia Evgrafovitch Potylitsine. Libéré, Piotr Astafiev se remarie et part vers le nord afin de gagner sa vie avec sa femme et leurs deux garçons, Victor et Nikolaï, le nouveau-né et rejoint son père, Pavel Astafiev qui avait été envoyé dans la région après avoir été exproprié lors de la collectivisation. Au cours de l'année suivante, Piotr Astafiev signe un contrat avec une usine de pêche d'Igarka et amène Victor dans les villages de pêcheurs, Karasino et Poloyem, pour qu'il y apprenne la pêche. À la fin de la saison, en 1936, son père rentre à Igarka où il est hospitalisé et meurt. Rejeté par sa belle-mère, Victor fugue. Pendant quelques mois il « squatte » un salon de coiffure désaffecté mais après un grave incident à l'école, on le dirige vers un orphelinat en 1937. Il en sort à quinze ans pour gagner son pain en chargeant du bois sur les vapeurs remontant les cours d'eau mais il ne peut assurer un travail aussi pénible. Il devient pêcheur sur le lac Makovski en vivant sur le radeau que son père lui avait confectionné. Il y fait du feu sur quelques pierres et dort entre un matelas de roseaux et une bonne fourrure. Le jour, il écrit ses premiers poèmes dont quatre vers sont publiés dans le journal Le Bolchévique du cercle polaire. Ceci le décide à se perfectionner dans ce domaine. Ensuite il entre dans une école d'apprentissage du chemin de fer à Krasnoïarsk et trouve un travail à la gare de Basaïkh. Mais alors qu'il n'a que 18 ans, la guerre éclate.

### Seconde Guerre mondiale
En 1942, il s'engage comme volontaire dans l'armée soviétique puis étudie à l'école militaire d'infanterie de Novossibirsk. Au printemps 1943, on l'affecte en service actif, dans les transmissions, comme simple soldat, et ce jusqu'à la fin de la guerre. Le 20 octobre 1943, il reçoit la médaille du Courage pour avoir le 20 octobre continué à assurer le lien entre l'infanterie et l'artillerie malgré les dégâts occasionnés aux installations qu'il a réparé lors du pilonnage. Il est encore distingué en recevant l'ordre du Drapeau rouge. Pendant les périodes d'accalmie, il lit Roudine, un roman d'Ivan Tourgueniev édité en 1850, et communique à ses camarades ses extraits préférés sur la vie de la noblesse russe au milieu du XIXe siècle. Mais ses homologues pensent que les aspirations philosophiques du héros de ce livre sont inopportunes et ne l'écoutent pas.

### Débuts du métier d'écrivain (1945-1958)
Démobilisé en 1945, il s'installe à Tchoussovoï dans l'oblast de Molotovskaia (actuellement dans le Kraï de Perm). Là, la même année, il se marie avec une femme de l'Oural, Marie Semionovna Koriakina, avec laquelle il a trois enfants, Lidia, née et morte en 1947, Irina, née en 1948 et décédée en 1987, et André, né en 1950. Dans cette ville, il gagne sa vie en travaillant comme mécanicien, enseignant, manœuvre, magasinier et se met à écrire. Il envoie ses premiers récits au journal local Les Ouvriers qui publie en 1951 son premier envoi, Civil. Cette même année, ce périodique l'embauche comme journaliste au bureau de la rédaction. En 1953, son premier livre édité est Jusqu'au printemps prochain, consacré à l'expérience des soldats et des civils russes pendant la Seconde Guerre mondiale.

### Écrivain reconnu (1958-1989)
En 1958, il est admis à l'Union des écrivains de l'URSS et l'année suivante, jusqu'en 1961, il suit des cours à l'Institut de littérature de Moscou. En 1962, il s'installe à Perm, au 84 de la rue Lenine où une plaque commémorative rappelle son séjour. Il devient un écrivain professionnel racontant dans des romans, souvent critiques sur la conduite de la guerre à l'époque de Staline et du régime soviétique, qui le rendent populaire comme Vol qui raconte le destin d'un orphelin pendant la période de la répression stalinienne et Berger et bergère en 1967.
En 1969, il déménage à nouveau et s'installe à Vologda pour continuer à écrire et aussi à travailler comme serrurier puis ouvrier dans une fonderie. En 1971, pour la première fois on le décore de l'Ordre du Drapeau rouge du Travail; cette cérémonie est renouvelée en 1974 et en 1984. Autre distinction en 1975 : Prix d'État de la RSFSR pour Passer 1958, Vol 1966, Berger et bergère 1967 et Le dernier salut (ou Dernier coup d'archet) 1968. Le Tsar poisson fable écologique, édité en 1976, est reconnu comme un chef-d'œuvre littéraire qui est traduit en 27 langues parmi lesquelles l'anglais, l'allemand, le bulgare, le japonais, le coréen, le français bien que la tâche ne soit pas facile car cet écrit renferme beaucoup d'expressions et de termes sibériens. En 1978, il obtient pour ce livre le Prix d'État de l'URSS qu'il reçoit de nouveau en 1991. Le Tsar poisson n'est pas d'ailleurs son unique livre à avoir un succès international : on peut y ajouter Vol, Berger et bergère, Le dernier salut. En 1980, un autre déménagement lui permet d'aménager dans son appartement à Krasnoïarsk.
En 1985, on lui attribue la médaille de l'Ordre de la Guerre patriotique 1re classe mais peu après il est accusé de chauvinisme et de xénophobie quand le public apprend par samizdat la teneur de sa correspondance avec l'historien de la littérature Natan Eidelman à propos des romans Triste polar et La pêche des goujons en Géorgie. Dans ces œuvres éditées toutes les deux en 1986, il aurait ridiculisé les géorgiens sans ménagement. Au cours de l'été 1986, au 8e congrès de l'Union des écrivains soviétiques, les délégués géorgiens intiment à Astafiev de s'excuser publiquement pour ses insultes envers le peuple géorgien. Il refuse ce qui provoque le départ des délégués en signe de protestation...

### Vieillesse
En 1989, âgé de 65 ans, on l'élit député du peuple, responsabilité qu'il exerce jusqu'en 1991 et la même année par décret du Présidium du Soviet suprême de L'URSS du 21 août 1989, on le reconnaît comme héros du travail socialiste pour ses importantes contributions au développement de la littérature soviétique et pour ses activités sociales productives. Dans la foulée, car c'est automatique, il reçoit la médaille de l'ordre de Lénine. En 1993, comme Bella Akhmadoulina, il signe la Lettre des 42 qui préconise l'interdiction des mouvements et partis communistes et nationalistes en Russie. Il soutient aussi la création du « Musée de l'histoire des répressions politiques "Perm 36" » à Koutchino à 100 kilomètres au nord-est de Perm. Pour sa contribution exceptionnelle au développement de la littérature nationale, au renforcement des relations culturelles internationales et aux activités sociales productives, le 25 avril 1994, à l'occasion de son 70e anniversaire, on lui attribue l'ordre de l'Amitié des peuples qu'on lui remet encore en 1981 à l'occasion de l'anniversaire de l'Union des écrivains de l'URSS. Maudit et tué publié en 1995, un autre ouvrage sur la Deuxième Guerre mondiale écrit à partir de centaines de documents dont certains inédits, témoigne crûment des horreurs, du climat de folie pendant le conflit et chose rare pour un écrivain de son pays, exprime une certaine empathie pour les jeunes soldats allemands entraînés dans un enfer dont la plupart ne revinrent pas. Ce travail le conduit à remettre en cause certains choix stratégiques de l'état-major sur la conduite de la guerre. Tout ce travail est couronné par le prix d'État de la fédération de Russie en 1995 et en 2003 à titre posthume pour une autre œuvre. En 1997, il obtient à l'étranger, en Allemagne, le prix Pouchkine, décerné par la fondation Alfred Toepfer.
Il a la possibilité de visiter de grandes villes du monde, de voyager à travers de nombreux pays dont l'Allemagne, la Bulgarie, la Suisse, la Colombie dont il admire la capitale et la nature si généreuse qui permet l'épanouissement des eucalyptus, qui produit quatre récoltes par an alors que dans le même temps la Sibérie est enfouie sous la neige. Mais «heureux qui comme Ulysse a fait un beau voyage», il passe ses dernières années dans son village natal au bord de l'Ienisseï à cultiver dans son potager oignons, salades, fraises avec non loin les sorbiers, les mélèzes et les cèdres qu'il a rapportés de la taïga. Il ne faut pas oublier la bibliothèque du village dont il a demandé la création et où l'on peut lire Cervantes, Fenimore Cooper, Victor Hugo, Jules Verne, Mark Twain, des écrivains qu'il avait découverts dans sa jeunesse et sans doute Alexandre Chichkov, Maxime Gorki, Fedor Dostoïevski, Ivan Tourgueniev qu'il cite souvent.
Deux ans avant de disparaître, vu son palmarès, on a peut-être oublié de lui attribuer l'Ordre du Mérite pour la Patrie 2e classe. Cela est réparé le 28 avril 1999 pour sa contribution exceptionnelle au développement de la littérature nationale. Mais la même année, son roman Le Joyeux Soldat qui dépeint les horreurs commises par l'armée soviétique pendant la seconde guerre mondiale est très mal accueilli et la polémique est peut-être la cause de problèmes de santé pour son auteur.
En 2001 il obtient le prix Youri Kazakov pour Пролөтный гусь (Le Passage des oies), décerné par le fonds de réserve de la revue littéraire Novy Mir à l'auteur du meilleur conte de l'année mais la même année, le 29 novembre, à Krasnoïarsk, victime d'insuffisance cardiaque ou d'un accident vasculaire cérébral selon une autre source, il meurt et est enterré à Ovsianka, son village natal, où on édifie un musée mémorial et où on érige une sculpture dédiée à sa mémoire et à celle de sa femme, les représentant assis sur un banc à l'ombre des arbres. On a aussi, en 2002, aménagé dans une de ses maisons, à Tchoussovoï, un musée dans lequel on peut consulter livres, lettres, photos et biens lui ayant appartenu. Mais un autre de ses rêves, un large escalier en mélèze de Sibérie qui relierait l'église de son village natal au fleuve Ienisseï est peut être encore à réaliser.
Comme des millions de Soviétiques il a été décoré de l'ordre de l'Étoile rouge et reçoit une médaille pour la victoire sur l'Allemagne dans la grande guerre patriotique.
La page Wikipédia en espagnol signale qu'il a reçu le « prix Alexandre Soljenitsyne » en 2009 ainsi que le prix « Triomphe ».

## Œuvres
- 1953 : Jusqu'au printemps prochain
- 1958 : Fonte des neiges
- 1958 : Passer
- 1960 : Pluie d'étoiles
- 1960 : Starodoub
- 1961 : Du monde du Pacifique
- 1966 : Vol
- 1967 : Berger et Bergère
- 1967 : Où cette guerre gronde

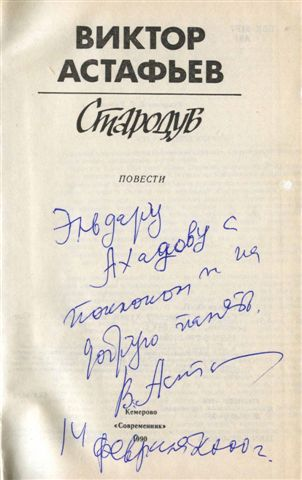
Autographe de l'écrivain

- 1968 : Le Dernier Salut, recueil de nouvelles autobiograhiques
- 1968 : Le Cheval à la crinière rose
- 1968 : Je suis désolé ou Oublie-moi, théâtre
- 1970 : Chemin boueux
- 1976 : Le Tsar poisson
- 1984 : La Pêche des goujons en Géorgie
- 1986 : Le Policier triste ou Triste polar
- 1987 : Lioudotchka
- 1995 : Maudit et tué
- 1995 : Harmonique
- 1995 : Une telle envie de vivre
- 1998 : Le Joyeux Soldat
- Le lac Vasioutkino

Quelques-unes, dont certaines extraites de recueils de nouvelles, ont été traduites en français :
- Le Cheval à la crinière rose, une nouvelle, titre d'un recueil de dix nouvelles dont les neuf autres sont Le Scélérat, La Mémé aux framboises, Gorge Blanche, La Chansonneuse, Les Oies prisonnières, La Senteur du foin, Le Moinillon en pantalon, Peines et Joies de l'automne, La Photographie où je ne suis pas
- Le Petit Pêcheur de la taïga
- Le Tsar poisson
- Perdu dans la taïga avec Ghirmantcha se fait des amis
- Le Policier triste ou Triste polar
- Une enfance en Sibérie
- La Joie du soldat (Éditions du Rocher) dont la traduction par Anne Coldefy-Faucard reporte une Mention spéciale au Prix Russophonie 2016

### Scénariste
- 1979 : d'après son histoire Le Tsar poisson, Une histoire de la taïga de Vladimir Fedine
- 1981 : d'après son histoire, Pluie d'étoiles d'Igor Talankine
- 1983 : scénario de Né deux fois d'Arkadi Sirenko
- En 1999 Vladimir Porotski s'inspira du livre Le Tsar poisson pour créer un ballet.
- 2010 : un documentaire sur ses expériences pendant la Grande guerre patriotique est réalisé par Andreï Zaïtsev sous le titre Le Joyeux Soldat

## Sources
Des informations ont été prises dans les courtes biographies qui se trouvent au début des livres Le Cheval à la crinière rose et Une enfance en Sibérie édités en français